# دنیل لودونیا
دنیل لودونیا (پرتغالی: Daniel Ludueña؛ زادهٔ ۲۷ ژوئیهٔ ۱۹۸۲) بازیکن فوتبال اهل آرژانتین است.
از باشگاه‌هایی که در آن بازی کرده‌است می‌توان به ریور پلاته و باشگاه فوتبال پاچوکا اشاره کرد.